# Siva smilica
Siva smilica (smilica sinja, lat. Koeleria glauca), vrsta trajnice iz porodice trava, potporodica Pooideae, rod smilica. Raširena po velikim dijelovima Euroazije, uključujući i Hrvatsku i Mongoliju.

## Sinonimi
Postoje brojni sinonimi među kojima i:
- Aira dactyloides Rochel
- Aira glauca Spreng.
- Airochloa glauca (DC.) Link
- Dactylis glauca (Spreng.) Roth